# 広田伊蘇夫
広田 伊蘇夫（ひろた いそお、1935年（昭和10年）2月2日 - 2011年（平成23年）9月18日）は、日本の精神科医。
富山県魚津市出身。1961年（昭和36年）東京大学医学部卒、同精神科入局。1964年（昭和39年）東京都立松沢病院勤務。1980年（昭和55年）三枚橋病院勤務、のち理事。病院地域精神医学会理事長。同愛記念病院勤務。国連非政府組織 (NGO) 国際医療職専門委員会日本代表。イギリス王立精神医学会選出会員。患者の権利のために戦い宇都宮病院事件でも活躍した。

## 著書
- 『精神病院 その思想と実践』 1981年、岩崎学術出版社
- 『精神分裂病 慢性状態からの考察』 1987年、医学書院
- 『断想・精神医療』 1987年、悠久書房
- 『立法百年史 精神保健・医療・福祉関連法規の立法史』 2004年、批評社

### 共編
- 『精神医療と人権』全3巻 戸塚悦朗共編 1984年-1985年、亜紀書房
- 『調査と人権』暉峻淑子共編 1987年、現代書館
- 『ナースのための精神医学 症状のとらえ方・かかわり方』浜田晋、竹中星郎共編 1997年、日本看護協会出版会

### 翻訳
- トーマス S.サズ『狂気の思想 人間性を剥奪する精神医学』石井毅共訳 1975年、新泉社
- 国際法律家委員会編『精神障害患者の人権 国際法律家委員会レポート』永野貫太郎共監訳 1996年、明石書店

## 論文
- Cinii

## 注
1. ↑  広田伊蘇夫先生の一周忌
2. ↑  『現代日本人名録』